# گاریبالدی اشپیقی
گاریبالدی اشپیقی (انگلیسی: Garibaldi Spighi; ۱۲ ژوئن ۱۸۹۱ – ۹ ژوئیهٔ ۱۹۷۸) سوارکار اهل ایتالیا بود.